# Paralacydes paucipuncta
Paralacydes paucipuncta är en fjärilsart som beskrevs av James John Joicey och Talbot 1921. Paralacydes paucipuncta ingår i släktet Paralacydes och familjen björnspinnare. Inga underarter finns listade i Catalogue of Life.